# Csomagoló (szexuális segédeszköz)

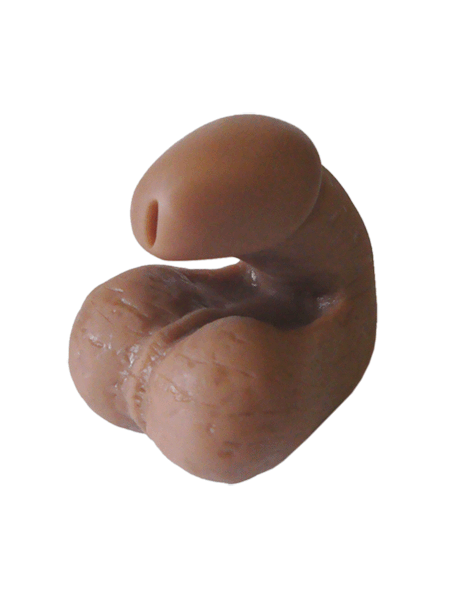
Szilikonból készült csomagoló (pack-man)

A csomagolót (pack-man) elsősorban olyan transznemű férfiak viselik, akik (még) nem estek át nemi helyreállító műtéten.  A külső szemlélő számára imitálja a pénisz nadrágon keresztüli látványát („péniszdudort”).

## Az eszköz
Az eszköz néha csupán egy pénisz, de gyakran tartalmaz heréket is.

### Lágy csomagoló
A „lágy csomagoló” kifejezés arra utal, hogy az eszközt nem lehet szexuális behatolás céljából felhasználni. A házi készítésű csomagolók nagyon alacsony színvonalúak lehetnek, és feltekercselt zokniból vagy óvszerből állhatnak, folyadékkal vagy géllel töltve. Számos kereskedelemben beszerezhető eszköz létezik, amelyek valósághűbben utánozzák a férfi nemi szervek méretét, alakját, színét és textúráját. Az összes lágy csomagolókészülék puha, rugalmas anyagból készül, és a lankadt péniszt szimulálja. A csomagoló kifejezés leggyakrabban azokat a lágy modelleket írja le, amelyeket nem használnak szexuális tevékenységre .

### Kemény csomagoló
A kemény csomagoló a szexuális behatoláshoz felhasználható eszközt jelenti. Néhány ilyen szilárdabb anyagból, például szilikonból készül , és elég rugalmas a csomagoláshoz, de elég szilárd a szexuális behatoláshoz. Mások még keményebb anyagból készülnek, vagy belső rúddal vannak ellátva, amely abban az alakban marad, amelyben hajlítva van, vagy egy belső csuklópánttal rendelkezik az alján. 

## Fordítás
- Ez a szócikk részben vagy egészben  a   Packing (phallus) című angol Wikipédia-szócikk fordításán alapul.  Az eredeti cikk szerkesztőit annak laptörténete sorolja fel. Ez a jelzés csupán a megfogalmazás eredetét és a szerzői jogokat jelzi, nem szolgál a cikkben szereplő információk forrásmegjelöléseként.